# Hrothweard
Hrothweard est un prélat anglais du début du Xe siècle. Il est archevêque d'York d'une date inconnue comprise entre 904 et 928 jusqu'à sa mort, survenue en 931.